# Дабавала
Дабавала (на английски: dabbawala) е работник, който доставя топъл обяд от домове и ресторанти до работните места на други служители в Индия, най-вече в Мумбай. Храната се взима преди обед и се доставя чрез велосипеди и влакове в метални съдове (даба), след което съдовете се събират и изпращат по обратния път.
Ежедневно в Мумбай дабавала доставят между 200 и 350 хиляди обяда, като в бранша работят около 5 хиляди души. За една доставка съдът с храната преминава през ръцете на 4 или 5 разносвача. Въпреки сложната транспортна система в Мумбай доставчиците закъсняват изключително рядко. Тази особеност на системата дабавала е събудила интерес у няколко водещи бизнес училища по логистика в света.